# Вулиця Шевченка (Біла Церква)
Вулиця Шевченка — одна з вулиць у місті Біла Церква.
Бере свій початок з вулиці Гагаріна і закінчується виходом до проспекту Князя Володимира, знаходиться у центральній частині міста. Колишня назва — Рокитнянська.

## Будівлі
- Білоцерківська загальноосвітня школа I—III ступенів № 18, 33[1]
- Білоцерківська міська дитяча поліклініка, 69
- Білоцерківський коледж сервісу та дизайну, 91
- Управління освіти і науки Білоцерківської міської ради, 122[2]